# Dacia Duster

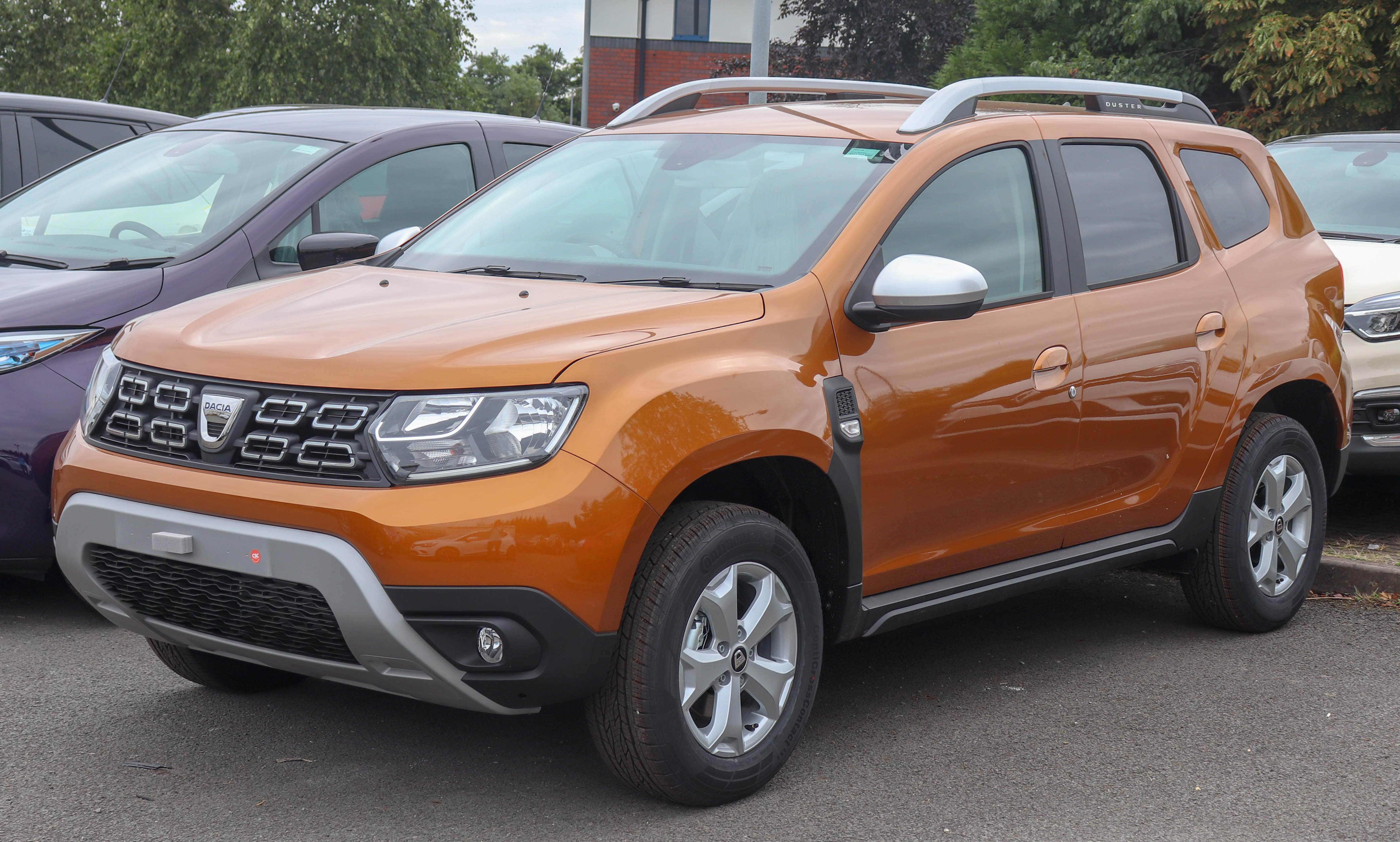
2018 Dacia Duster

De Dacia Duster is een compact SUV-model van het Roemeense merk Dacia dat in april 2010 op de markt kwam. De naam was eerder gebruikt van 1980 tot 1989, toen de 4×4 ARO 10 onder de naam Dacia Duster naar het Verenigd Koninkrijk werd geëxporteerd.
Buiten de Europese Unie wordt het model geproduceerd en op de markt gebracht onder de merknaam Renault als Renault Duster. Zo wordt het als Renault-model aangeboden in Oekraïne, Rusland, het Midden-Oosten en Afrika, evenals in Zuid-Amerika. In Zuid-Amerika is een pick-upversie verkrijgbaar met de naam Renault Duster Oroch. In India wordt het model verkocht als Nissan Terrano II, die ook in Rusland wordt aangeboden.
De tweede generatie maakte zijn debuut op de IAA in september 2017 en is sinds januari 2018 op de markt.

## Eerste generatie (2010-2018)
De Duster was de eerste SUV van het merk en wordt, net als de andere Dacia-modellen, aangedreven door motoren van Renault. Dit komt doordat het bedrijf in 1999 werd overgenomen door Renault. Hierna begon Dacia sedans, bestelauto’s, combi’s en pick-ups voor een relatief lage prijs te ontwikkelen. Niet alleen op de traditionele Oost-Europese markt boekte Dacia met haar prijs successen maar ook in West-Europa nam het merk snel toe in bekendheid.
De Duster is ontwikkeld op het B-platform van de Renault-Nissan-alliantie. De wielbasis werd echter verlengd naar 2,67 meter, waardoor hij leek op een traditioneel cross-over-model.
In Nederland was de eerste generatie enkel leverbaar met twee motoren: de 1.6 16V 105 pk en de 1.5 dCi 110 FAP, in België was er ook een dCi 90 FAP verkrijgbaar. Het benzinemodel haalde een prestatievermogen van 77kW en 105 pk. Hiermee kon de Duster een maximumsnelheid van 164 kilometer per uur halen. Het gemiddelde verbruik van het basismodel was volgens Dacia 7,5 liter.

## Geleverde motoren

#### Benzine
| Type        | Motor     | Motor     | Motor   | Vermogen | Koppel | Transmissie           | 0–100 km/h | Topsnelheid | Jaartal     |
| Type        | Inhoud    | Cilinders | Kleppen | Vermogen | Koppel | Transmissie           | 0–100 km/h | Topsnelheid | Jaartal     |
| ----------- | --------- | --------- | ------- | -------- | ------ | --------------------- | ---------- | ----------- | ----------- |
| 1.6 16V     | 1.598 cm³ | 4-in-lijn | 16V     | 105 pk   | 148 Nm | handgeschakelde 5-bak | 11,5 s     | 165 km/h    | 2010 - 2014 |
| 1.6 16V 4x4 | 1.598 cm³ | 4-in-lijn | 16V     | 105 pk   | 148 Nm | handgeschakelde 6-bak | 12,8 s     | 160 km/h    | 2010 - 2014 |

#### LPG
| Type        | Motor     | Motor     | Motor   | Vermogen | Koppel | Transmissie           | 0–100 km/h | Topsnelheid | Jaartal     |
| Type        | Inhoud    | Cilinders | Kleppen | Vermogen | Koppel | Transmissie           | 0–100 km/h | Topsnelheid | Jaartal     |
| ----------- | --------- | --------- | ------- | -------- | ------ | --------------------- | ---------- | ----------- | ----------- |
| 1.6 16V LPG | 1.598 cm³ | 4-in-lijn | 16V     | 102 pk   | 144 Nm | handgeschakelde 5-bak | 12,8 s     | 162 km/h    | 2011 - 2014 |

#### Diesel
| Type            | Motor     | Motor     | Motor   | Vermogen | Koppel | Transmissie           | 0–100 km/h | Topsnelheid | Jaartal     |
| Type            | Inhoud    | Cilinders | Kleppen | Vermogen | Koppel | Transmissie           | 0–100 km/h | Topsnelheid | Jaartal     |
| --------------- | --------- | --------- | ------- | -------- | ------ | --------------------- | ---------- | ----------- | ----------- |
| 1.5 dCi 90      | 1.461 cm³ | 4-in-lijn | 8V      | 90 pk    | 200 Nm | handgeschakelde 6-bak | 13,8 s     | 156 km/h    | 2012 - 2014 |
| 1.5 dCi 110     | 1.461 cm³ | 4-in-lijn | 8V      | 107 pk   | 240 Nm | handgeschakelde 6-bak | 11,8 s     | 171 km/h    | 2010 - 2014 |
| 1.5 dCi 110 4x4 | 1.461 cm³ | 4-in-lijn | 8V      | 109 pk   | 240 Nm | handgeschakelde 6-bak | 12,5 s     | 168 km/h    | 2012 - 2014 |

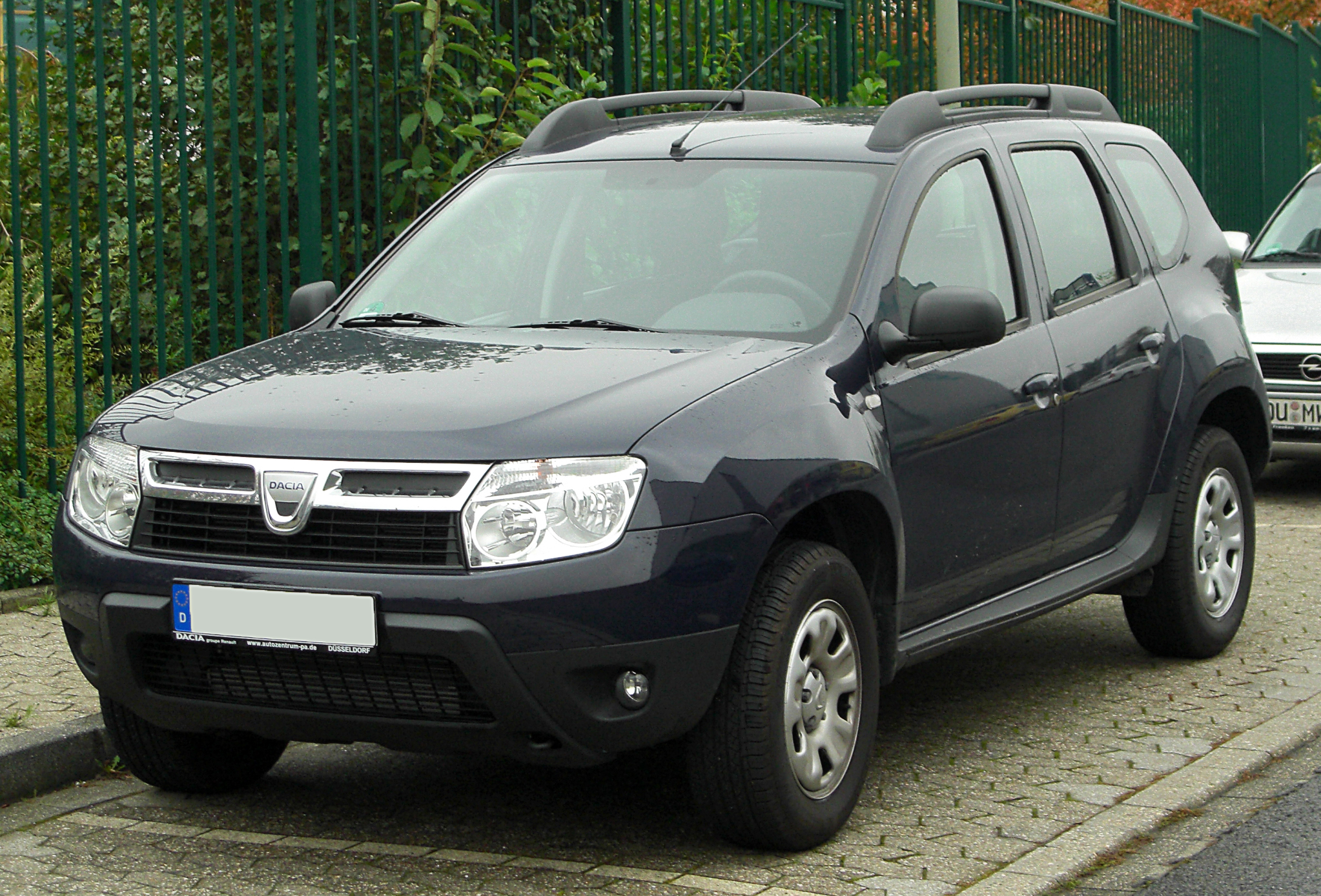
Duster (2010-2013)
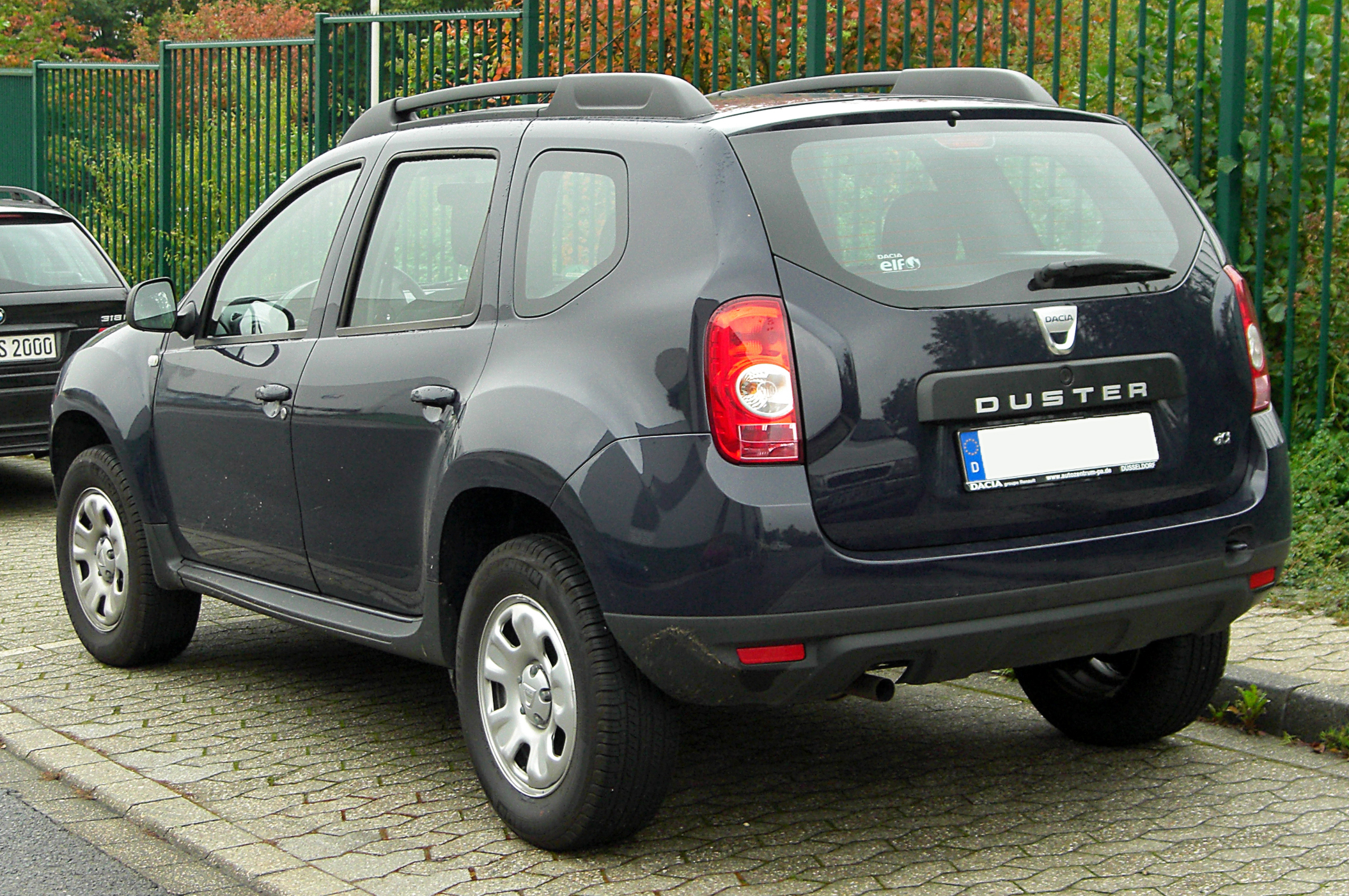
Duster, achteraanzicht (2010-2013)
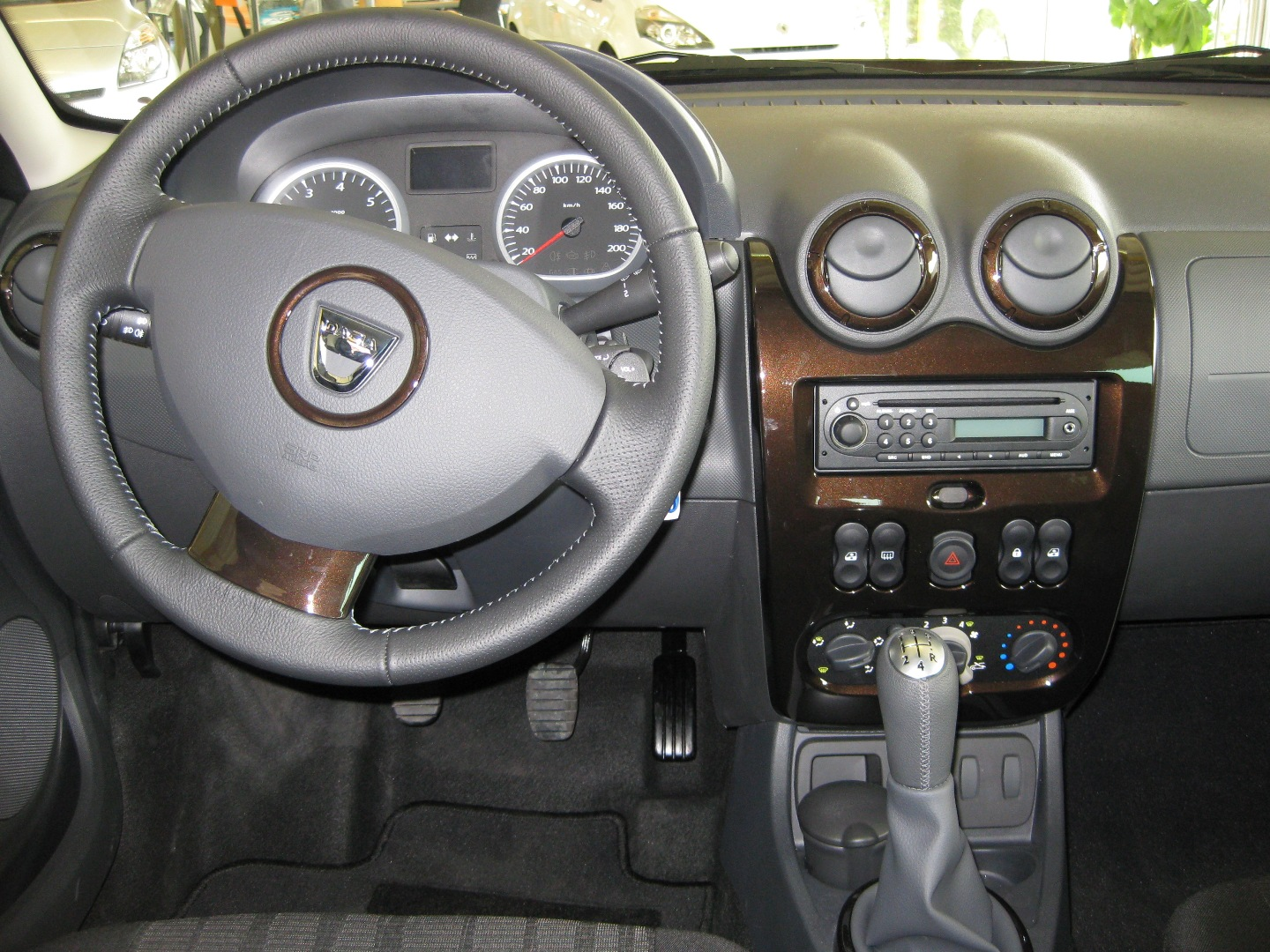
Dashboard
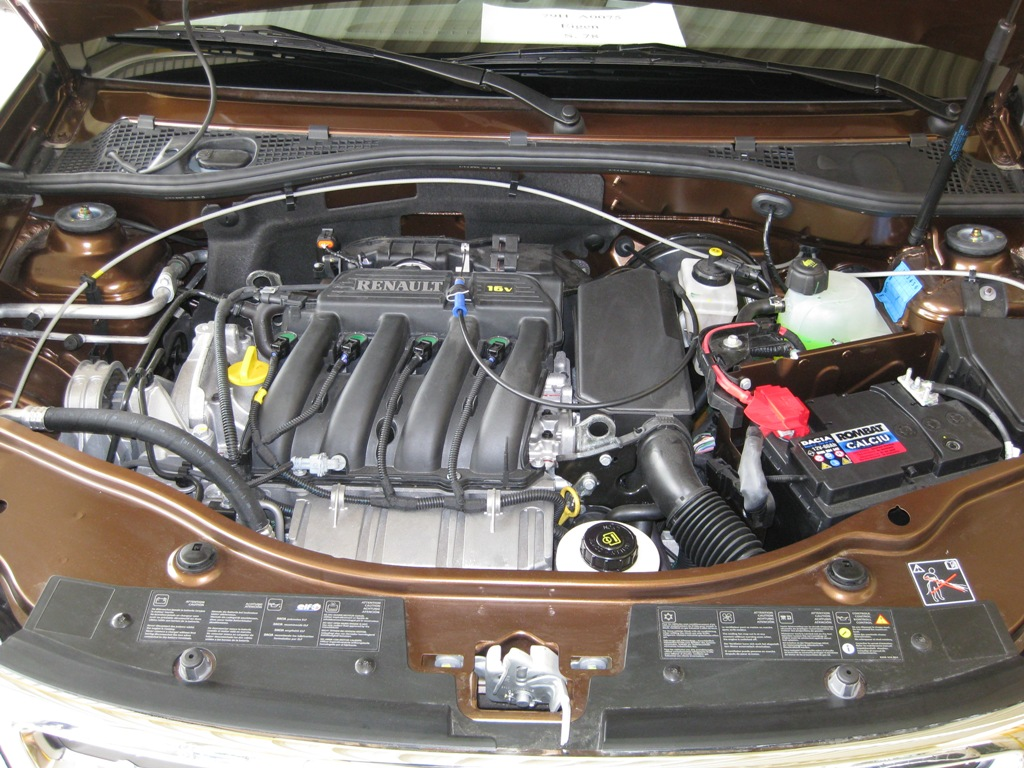
1.6 16V-motor
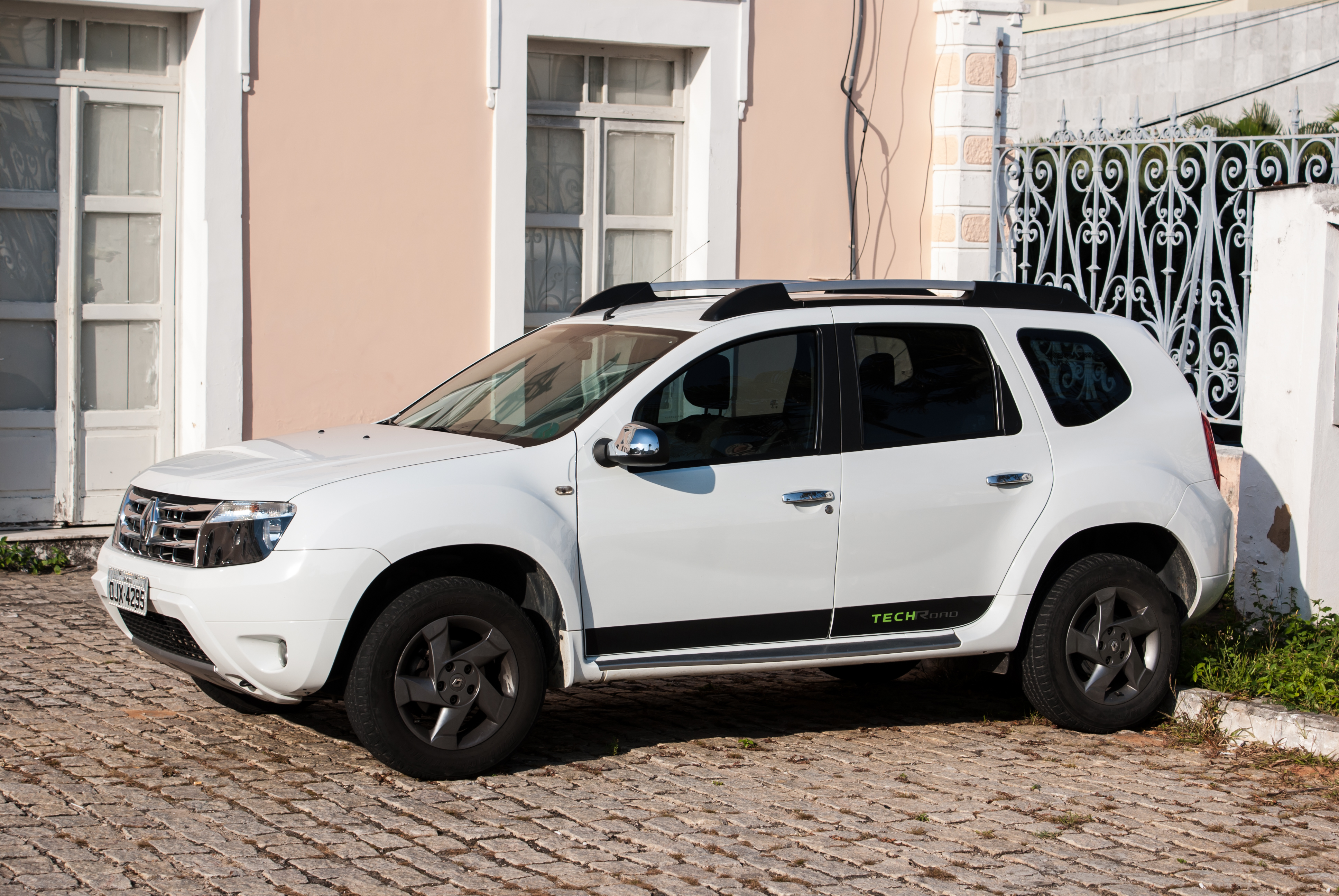
Renault Duster

### Facelift
Op de IAA 2013 werd de Duster in een herziene vorm gepresenteerd. Optische wijzigingen waren de nieuw ontworpen grille, de aangepaste koplampen met dagrijverlichting, de met chroom versierde achterlichten en de dakrails met geperforeerde steunen.
De 1.2 TCE motor van Renault heeft sinds 2013 te kampen met hevig olieverbruik. Dit door een slechte constructie van de motor. Een 400.000 motoren zouden zo in omloop zijn. De Franse consumentenorganisatie UFC-Que choisir heeft dit probleem internationaal aangekaart. Ondertussen is de 1.2TCE vervangen door de 1.3TCE.

## Geleverde motoren

#### Benzine
| Type        | Motor     | Motor     | Motor   | Vermogen | Koppel | Transmissie           | 0–100 km/h | Topsnelheid | Jaartal     |
| Type        | Inhoud    | Cilinders | Kleppen | Vermogen | Koppel | Transmissie           | 0–100 km/h | Topsnelheid | Jaartal     |
| ----------- | --------- | --------- | ------- | -------- | ------ | --------------------- | ---------- | ----------- | ----------- |
| 1.2 TCe     | 1.199 cm³ | 4-in-lijn | 16V     | 125 pk   | 205 Nm | handgeschakelde 6-bak | 10,4 s     | 175 km/h    | 2014 - 2018 |
| 1.2 TCe 4x4 | 1.199 cm³ | 4-in-lijn | 16V     | 125 pk   | 205 Nm | handgeschakelde 6-bak | 10,4 s     | 177 km/h    | 2015 - 2018 |

#### Diesel
| Type            | Motor     | Motor     | Motor   | Vermogen | Koppel | Transmissie           | 0–100 km/h | Topsnelheid | Jaartal     |
| Type            | Inhoud    | Cilinders | Kleppen | Vermogen | Koppel | Transmissie           | 0–100 km/h | Topsnelheid | Jaartal     |
| --------------- | --------- | --------- | ------- | -------- | ------ | --------------------- | ---------- | ----------- | ----------- |
| 1.5 dCi 110     | 1.461 cm³ | 4-in-lijn | 8V      | 109 pk   | 240 Nm | handgeschakelde 6-bak | 12,2 s     | 169 km/h    | 2014 - 2015 |
| 1.5 dCi 110     | 1.461 cm³ | 4-in-lijn | 8V      | 109 pk   | 260 Nm | handgeschakelde 6-bak | 11,8 s     | 169 km/h    | 2015 - 2018 |
| 1.5 dCi 110 4x4 | 1.461 cm³ | 4-in-lijn | 8V      | 109 pk   | 240 Nm | handgeschakelde 6-bak | 12,9 s     | 168 km/h    | 2014 - 2015 |
| 1.5 dCi 110 4x4 | 1.461 cm³ | 4-in-lijn | 8V      | 109 pk   | 260 Nm | handgeschakelde 6-bak | 12,4 s     | 168 km/h    | 2015 - 2018 |

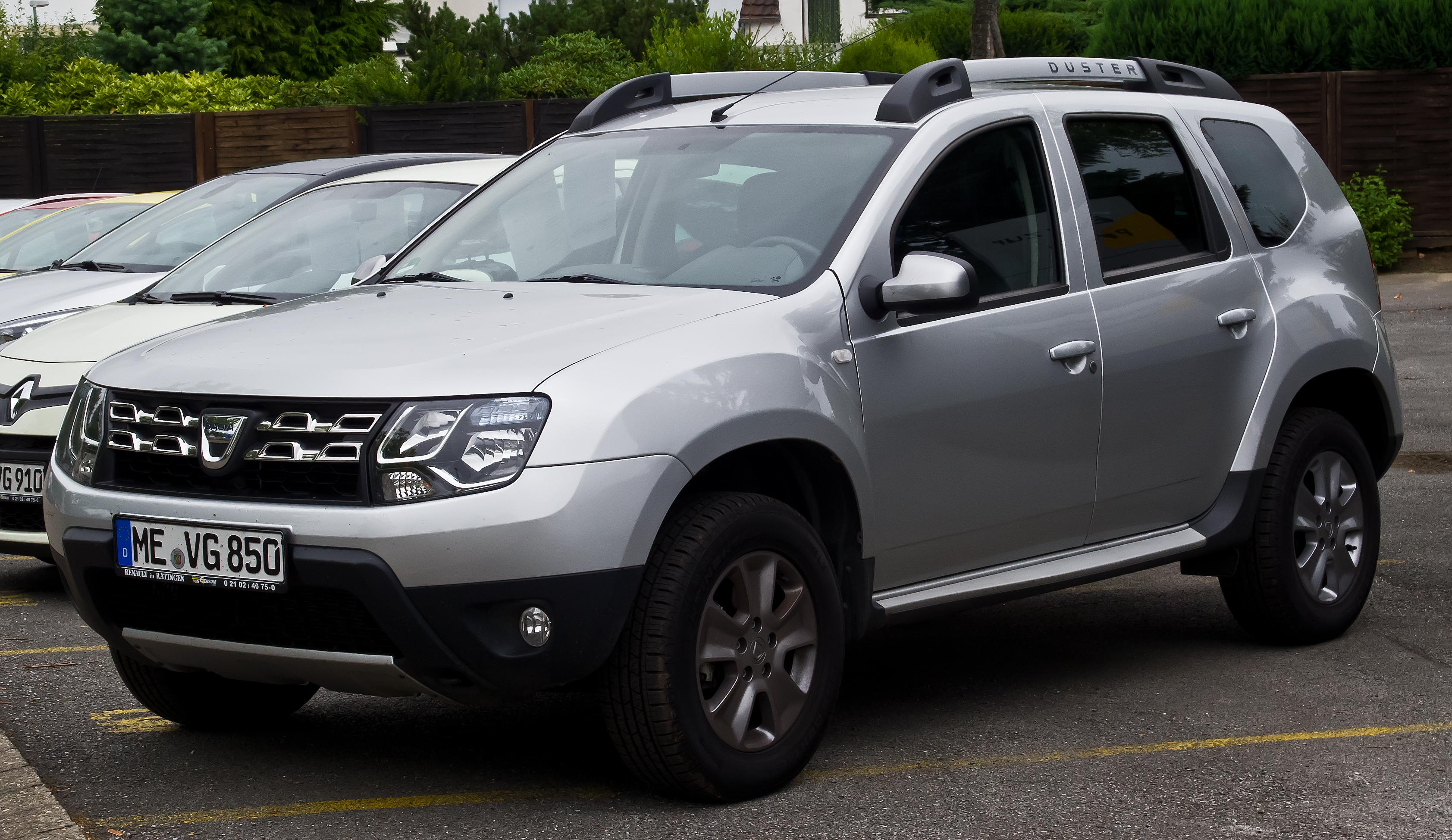
Duster (2013-2018)
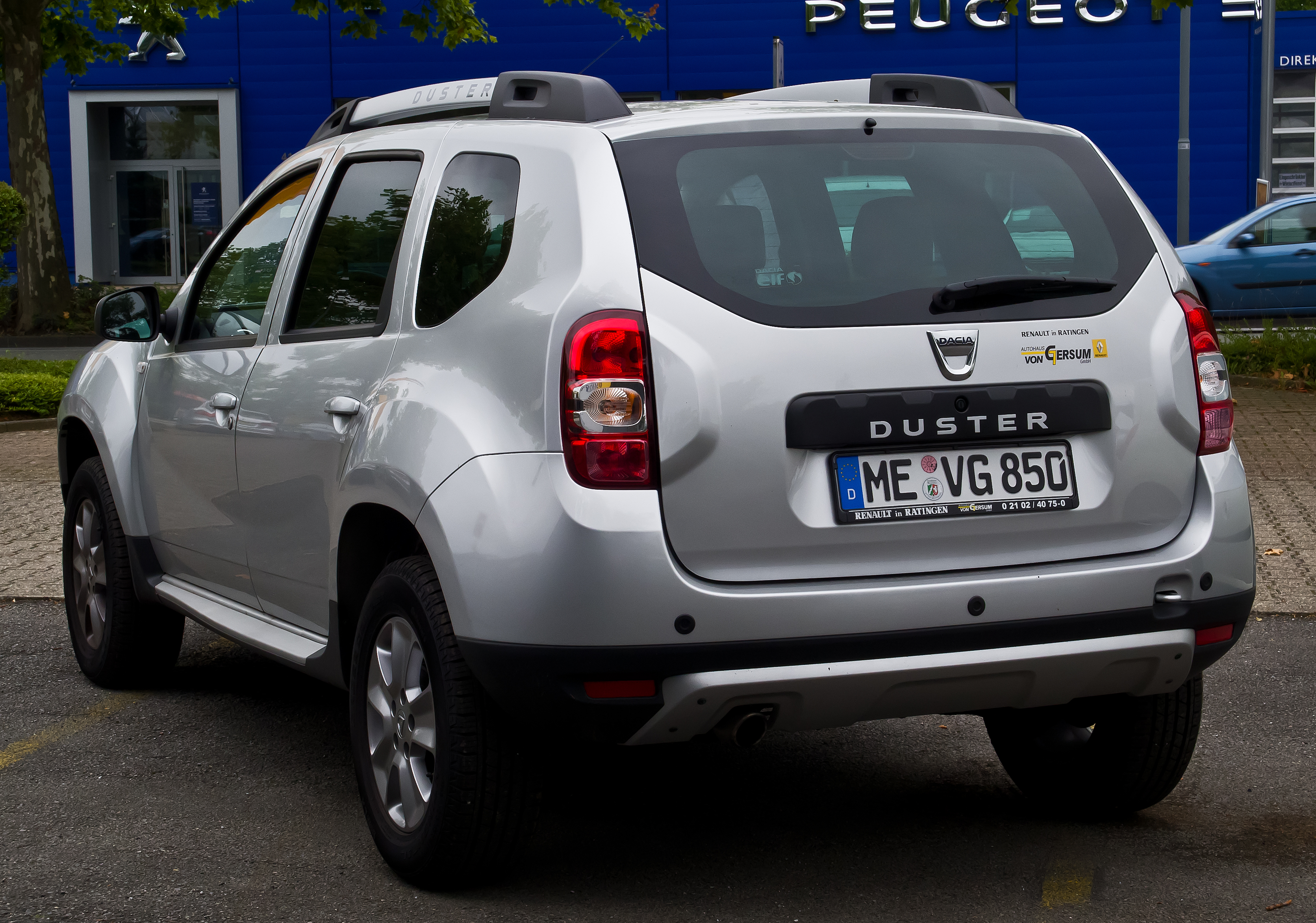
Duster, achteraanzicht (2013-2018)
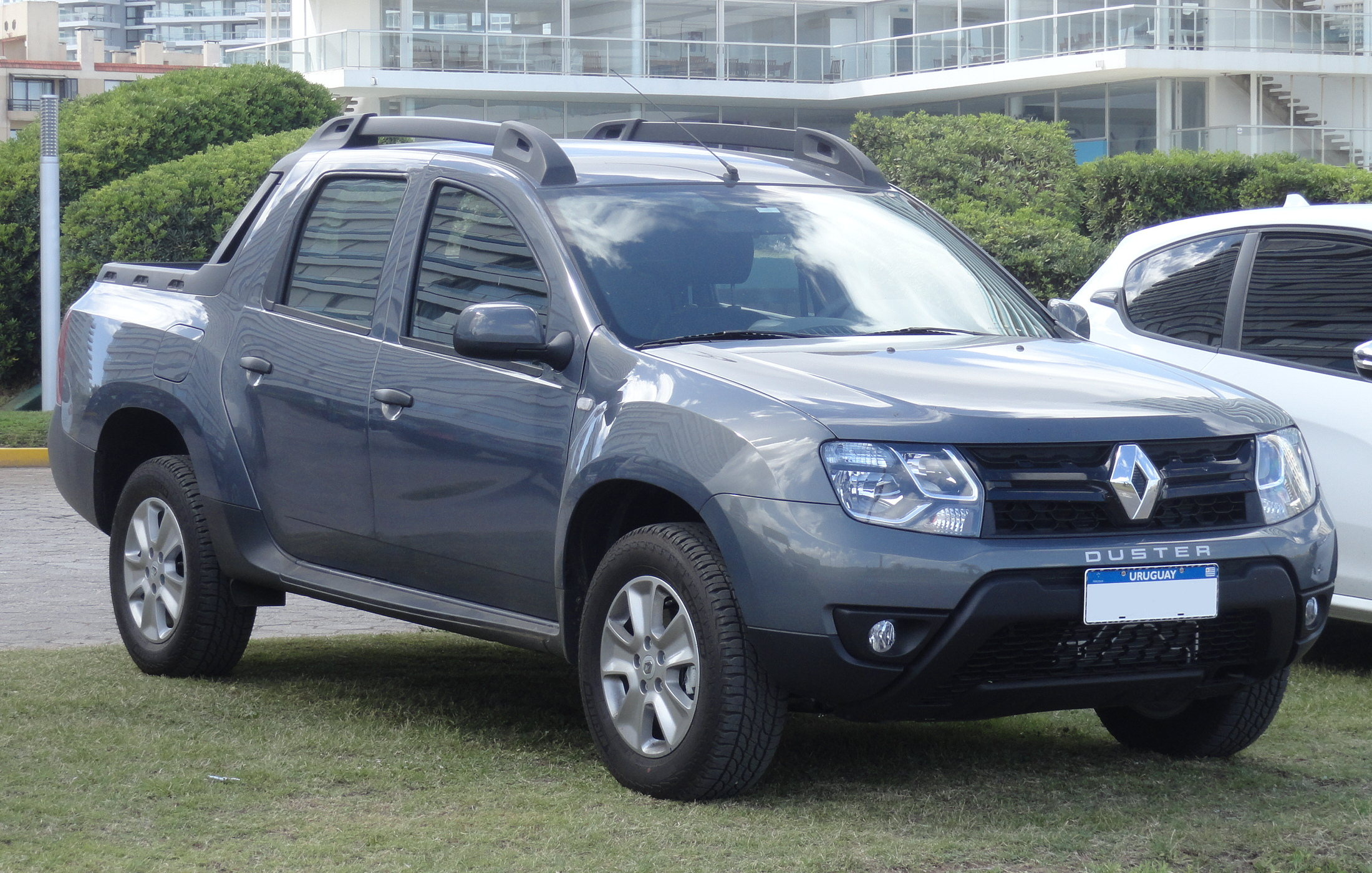
Renault Duster Oroch (Zuid-Amerika)
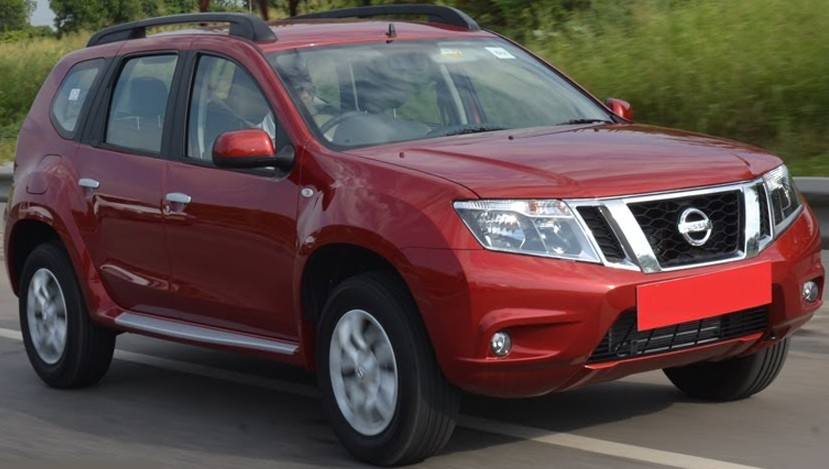
Nissan Terrano (India)

## Tweede generatie (2018-2024)
De tweede generatie Duster debuteerde op de IAA in september 2017 en wordt sinds januari 2018 verkocht. De gelijkenis met de eerste generatie is overduidelijk aanwezig, toch is al het plaatwerk van voor- tot achterbumper helemaal nieuw. Bovendien heeft de auto een compleet ander interieur en is de lijst met comfort- en veiligheidsvoorzieningen up-to-date gebracht. Zo is de Duster verkrijgbaar met automatische airconditioning, keyless entry, grotere speakers, een dodehoekwaarschuwingssysteem en camera's rondom.
Technisch borduurt de nieuwe Duster voort op zijn voorganger. Het platform werd vrijwel ongewijzigd overgenomen, waardoor de afmetingen van de nieuwe Duster in grote lijnen gelijk zijn aan die van de oude. De hydraulisch bekrachtigde stuurbekrachtiging heeft plaatsgemaakt voor een elektrisch systeem, waardoor de besturing iets directer is geworden. Ook is de voorruit tien centimeter verder naar voren geplaatst om meer interieurruimte te creëren. Verder is de koets iets verstevigd, onder andere door gebruik van dikker metaal (0,2 mm extra) om de stijfheid en de botsveiligheid te verbeteren. De opgewaardeerde Duster is in Nederland leverbaar vanaf € 19.280 en daarmee goedkoper dan de meeste (doorgaans compactere) B-segmenters.

## Geleverde motoren

#### Benzine
| Type                | Motor     | Motor     | Motor   | Vermogen | Koppel | Transmissie           | 0–100 km/h | Topsnelheid | Jaartal      |
| Type                | Inhoud    | Cilinders | Kleppen | Vermogen | Koppel | Transmissie           | 0–100 km/h | Topsnelheid | Jaartal      |
| ------------------- | --------- | --------- | ------- | -------- | ------ | --------------------- | ---------- | ----------- | ------------ |
| 1.0 TCe 100         | 999 cm³   | 3-in-lijn | 12V     | 100 pk   | 160 Nm | handgeschakelde 5-bak | 12,5 s     | 168 km/h    | 2019 - heden |
| 1.2 TCe 125         | 1.199 cm³ | 4-in-lijn | 16V     | 125 pk   | 205 Nm | handgeschakelde 6-bak | 10,4 s     | 177 km/h    | 2018 - 2018  |
| 1.2 TCe 125 4x4     | 1.199 cm³ | 4-in-lijn | 16V     | 125 pk   | 205 Nm | handgeschakelde 6-bak | 11,0 s     | 179 km/h    | 2018 - 2018  |
| 1.3 TCe 130 GPF     | 1.330 cm³ | 4-in-lijn | 16V     | 130 pk   | 240 Nm | handgeschakelde 6-bak | 11,1 s     | 191 km/h    | 2019 - heden |
| 1.3 TCe 130 GPF 4X4 | 1.330 cm³ | 4-in-lijn | 16V     | 130 pk   | 240 Nm | handgeschakelde 6-bak | 11,1 s     | 186 km/h    | 2019 - heden |
| 1.3 TCe 150 GPF     | 1.330 cm³ | 4-in-lijn | 16V     | 150 pk   | 250 Nm | handgeschakelde 6-bak | 10,4 s     | 191 km/h    | 2019 - heden |

#### LPG
| Type                | Motor     | Motor     | Motor   | Vermogen | Koppel | Transmissie           | 0–100 km/h | Topsnelheid | Jaartal      |
| Type                | Inhoud    | Cilinders | Kleppen | Vermogen | Koppel | Transmissie           | 0–100 km/h | Topsnelheid | Jaartal      |
| ------------------- | --------- | --------- | ------- | -------- | ------ | --------------------- | ---------- | ----------- | ------------ |
| 1.6 SCe 115 Bi-Fuel | 1.598 cm³ | 4-in-lijn | 16V     | 114 pk   | 144 Nm | handgeschakelde 5-bak | 12,6 s     | 170 km/h    | 2019 - heden |

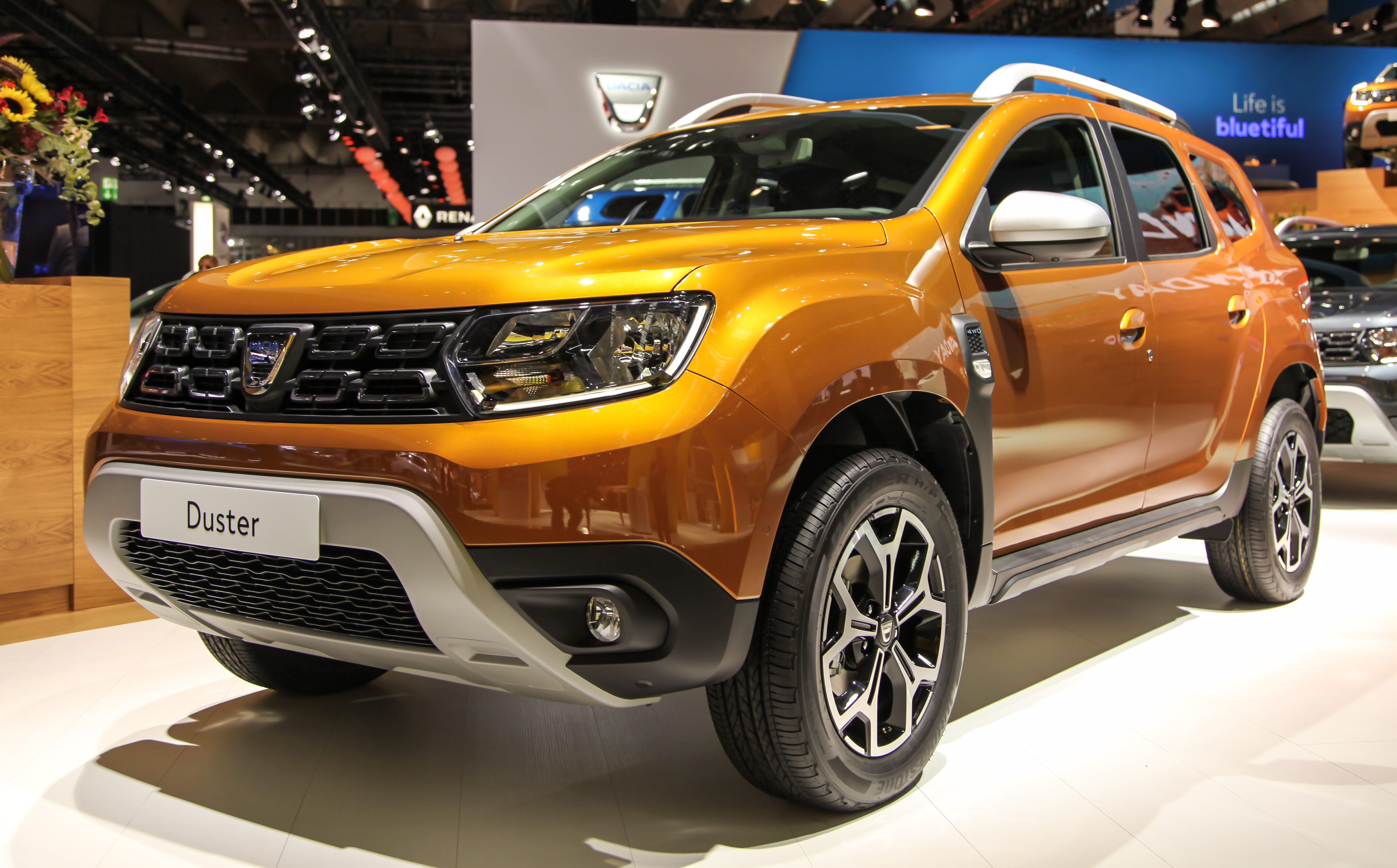
Duster op de IAA 2017
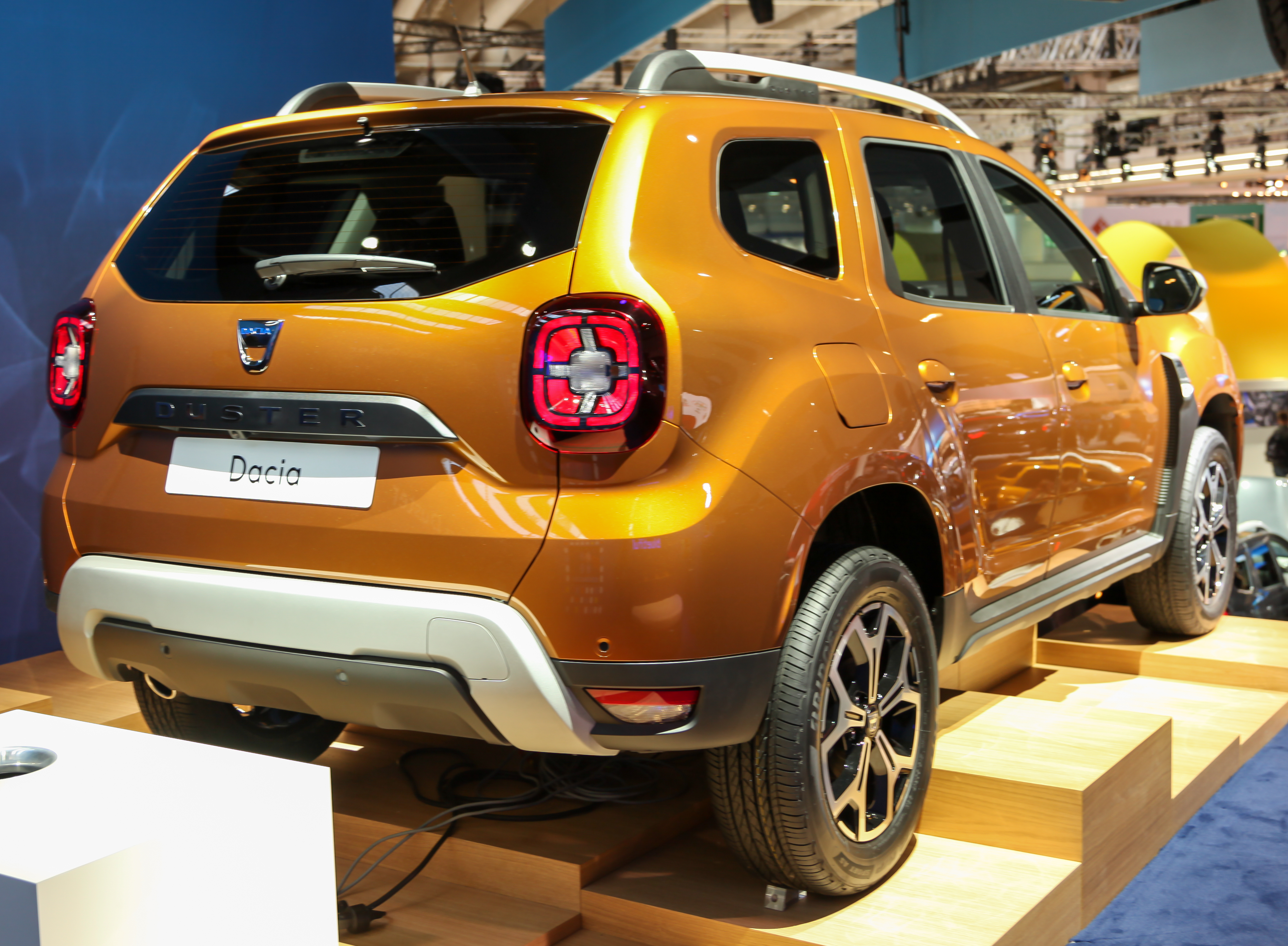
achteraanzicht

## Derde generatie (2024-heden)
De derde generatie werd eind november 2023 gepresenteerd en zal naar verwachting in mei 2024 op de markt komen.

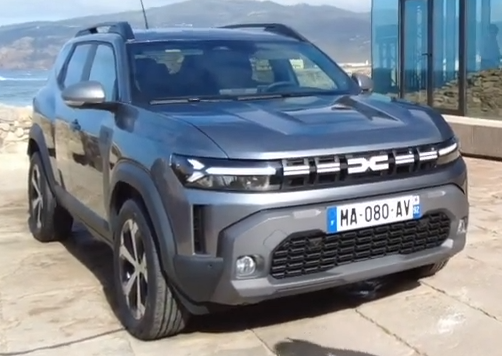
derde generatie Duster
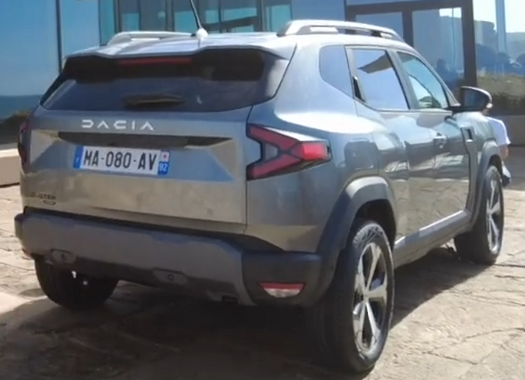
achteraanzicht
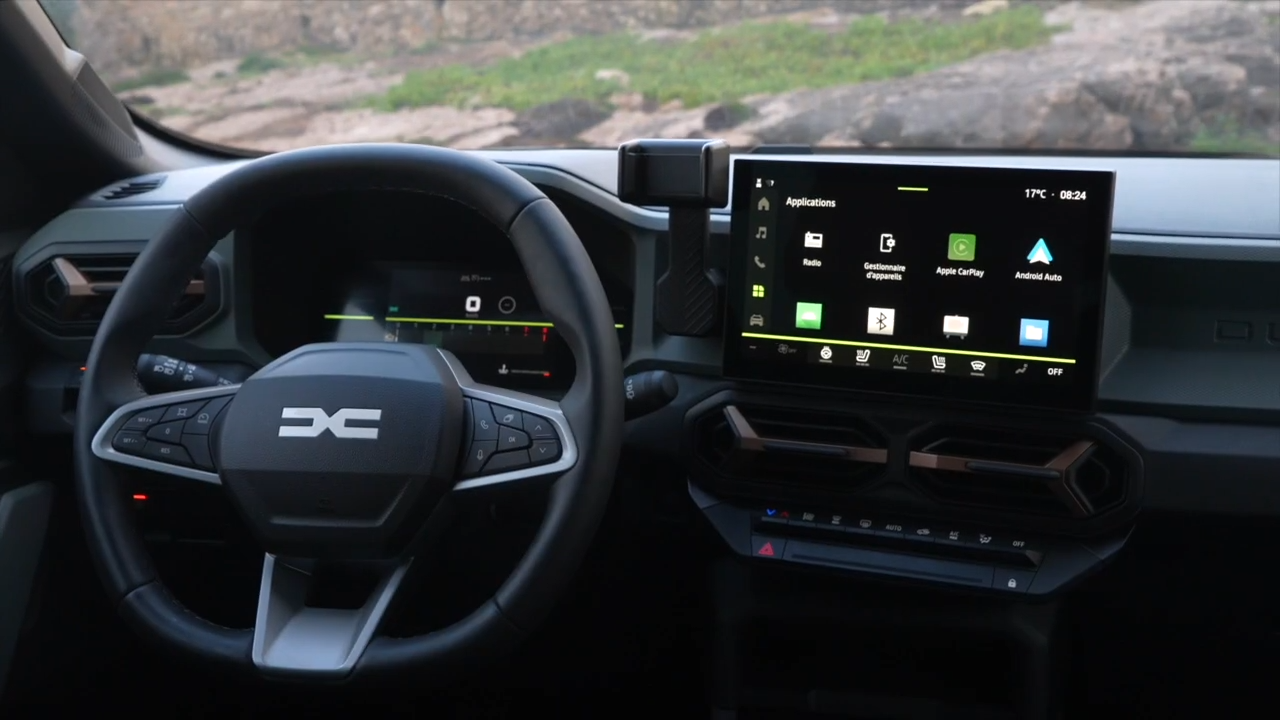
interieur

In productie:
Duster ·
Jogger ·
Logan ·
Sandero ·
Spring

Niet meer geproduceerd:
500 ·
1100 ·
1210 ·
1300 ·
1302 ·
1304 ·
1305 ·
1307 ·
1309 ·
1310 ·
1320 ·
1325 ·
1410 ·
1410 Sport ·
2000 ·
Dokker ·
Lodgy ·
Nova ·
Solenza ·
SupeRNova